# Science au Moyen Âge
 (mai 2022).
Si vous disposez d'ouvrages ou d'articles de référence ou si vous connaissez des sites web de qualité traitant du thème abordé ici, merci de compléter l'article en donnant les références utiles à sa vérifiabilité et en les liant à la section « Notes et références ».
Le contenu et la classification des sciences ont beaucoup évolué depuis le XIXe siècle, période où le romantisme réécrit positivement ou négativement les sciences. 
Moyen Âge est un mot inventé au XVIIe siècle et à l'époque le moteur économique principal est la construction de bâtiments et leur ameublement pourtant issus de l'Histoire et de la culture dans lesquelles les sciences et la philosophie se sont développées (la période médiévale  pour l'Occident). 
Le Moyen Âge est volontiers présenté comme une longue parenthèse de mille ans entre l'Antiquité et la Renaissance associé à l'obscurantisme. Elle a en fait vu l'apparition de nombreuses innovations scientifiques et techniques. La science du Moyen Âge comprend les disciplines pratiques, les sciences mathématiques et la philosophie naturelle, encore appelée philosophie première, dans le vocabulaire du Moyen Âge.
Bien que cette période s'apparente généralement à l'histoire européenne, les avancées technologiques du monde oriental (civilisation arabo-musulmane) sont également influentes. 
D'autre part, la période couverte (512 à 1492) recoupe la période décrite pour la Renaissance. Ceci est dû au fait que, artistiquement, scientifiquement, et techniquement, l'Italie n'avait pas connu le gothique ingénieux réformateur comme en France et était restée fondamentalement sur la voûte en berceau de l'Art roman. La Renaissance des valeurs Antiques y avait un siècle d'avance sur le reste de l'Europe, et particulièrement sur la France (voir Trecento et Quattrocento).

## MondeduMoyen Âge
L'Occident (partie sud de l'Europe de l'Ouest jusqu'à la Gaule et l'Angleterre) est entré dans le Moyen Âge à la fin du Ve siècle avec de grosses difficultés, liées aux invasions barbares et à l'effondrement de l'ancien Empire romain d'Occident. Ces événements ont affecté les productions intellectuelles du continent de façon dramatique. Une grande partie des traités scientifiques de l'Antiquité (surtout en grec ancien) étaient indisponibles et il n'y avait que des compilations et des résumés qui étaient souvent dénaturés par des grattages de manuscrits ou des traductions ne cherchant pas l'exactitude du texte originel. Le grattage de manuscrits antiques provenait surtout de la pénurie de parchemin, plutôt que de la malveillance. Il a entraîné une certaine perte de documents de l'antiquité. Les incendies de la Bibliothèque d'Alexandrie y furent aussi pour beaucoup. Beaucoup de gens étaient en désaccord.

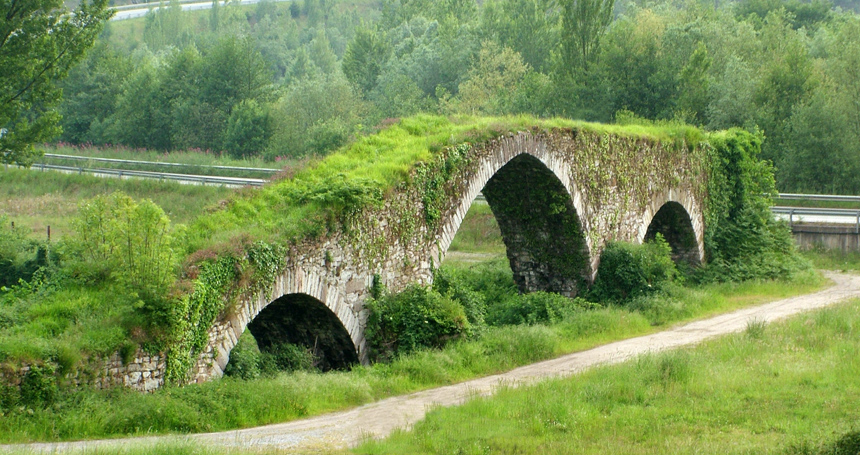
Architecture : pont médiéval d'Olloniego.

Depuis une trentaine d'années, les historiens se sont penchés avec plus d'intérêt et d'attention sur la construction du savoir médiéval. Les études des médiévistes depuis quelques décennies ont permis d'étudier sous un éclairage nouveau comment le savoir médiéval s'est structuré, au contact des autres civilisations : notamment les civilisations grecque médiévale et arabo-musulmane.
Il faut d'abord souligner le rôle d'Isidore de Séville dans la conservation du patrimoine intellectuel issu de l'Antiquité. Ce savant constitua une bibliothèque importante pour son époque, qui permit de conserver les manuscrits en latin les plus importants, ainsi que quelques manuscrits en grec ancien, mais dans l'ensemble, le savoir de l'antiquité grecque était presque totalement perdu, hormis la philosophie de Platon. D'autre part, il faut prendre en considération que la base du savoir du Moyen Âge précoce n'était pas négligeable, bien que très peu partagée dans la société : les arts libéraux contenaient à la fois le trivium (disciplines littéraires) et le quadrivium (disciplines scientifiques).
Parallèlement, le monachisme s'est fortement développé dans les îles britanniques et particulièrement en Irlande et en Northumbrie. Bède le Vénérable développa en particulier le comput et la grammaire, mais rejeta les arts libéraux, notamment la rhétorique et la dialectique, instruments des hérétiques.
L'empire carolingien, large territoire sécurisé, permit de mettre en commun les connaissances des érudits du royaume wisigoth fuyant l'invasion musulmane, les Britanniques fuyant les Vikings et les artistes byzantins fuyant l'iconoclasme. La diffusion de ces connaissances fut rendue possible par l'unification de la langue (latin classique) et de l'écriture (minuscule caroline) et en fondant des écoles monastiques sur le modèle britannique. Il en résulta la renaissance carolingienne, dont l'effet se prolongea au-delà de la dissolution de l'Empire.

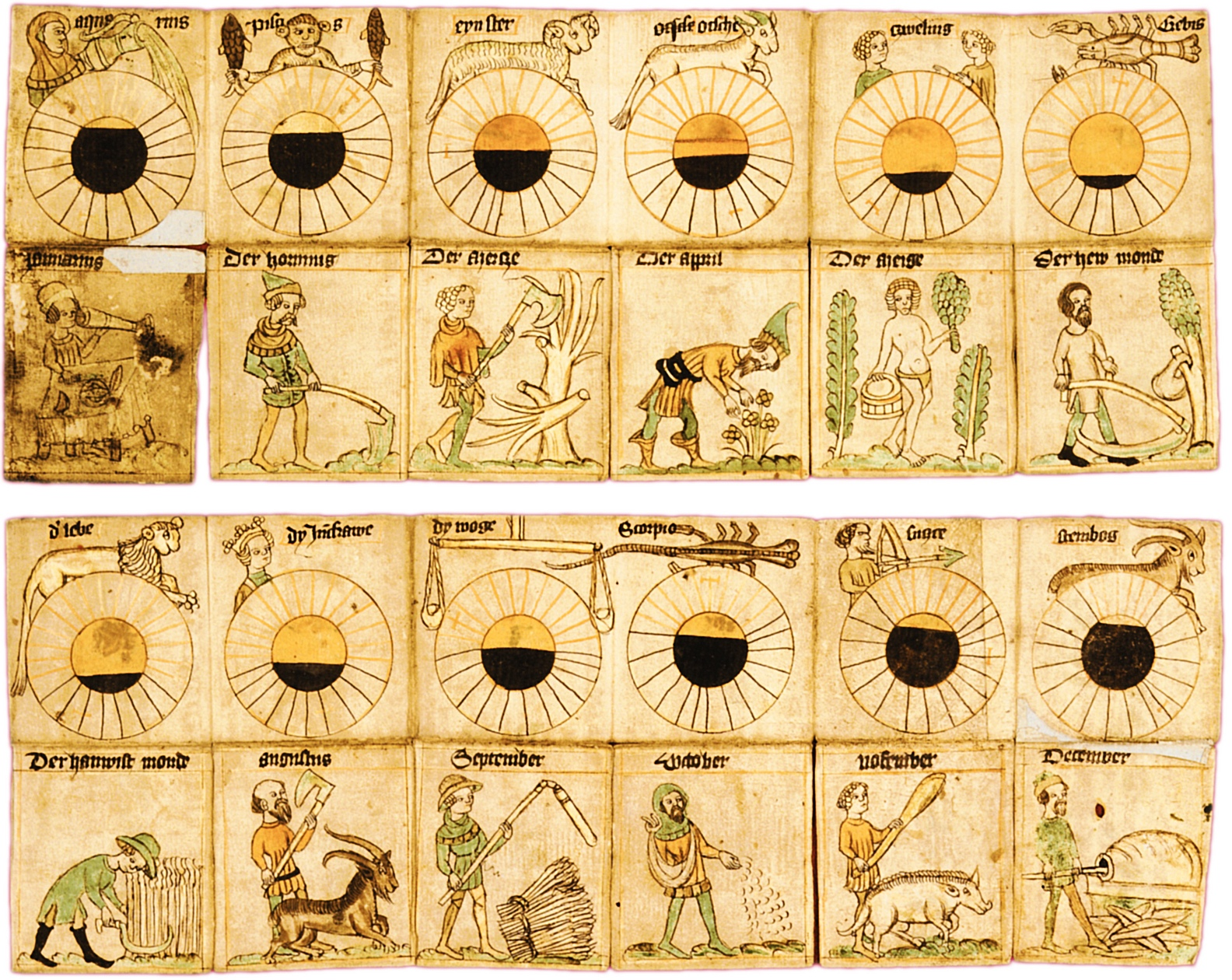
Calendrier, vers 1400.

Le renouveau culturel et technique put reprendre à partir du Xe siècle grâce à la restauration d'États puissants et structurés en Europe. Des ordres religieux puissants tels que celui de Cluny poussèrent à cette restructuration politique. Ils transmirent aussi au reste de l'Europe tout le savoir acquis au contact de la civilisation musulmane dans les États de la marche espagnole dès le IXe siècle. Les Ottoniens reprirent quant à eux l'initiative politique de l'époque carolingienne : c'est la renaissance ottonienne.
Cet élan culturel et technique connut son apogée au XIIe siècle ; l'Occident trouva un intérêt accru pour les sciences, dont le développement fut relancé. La science se développa à l'âge d'or de la scolastique, qui préconisait un système cohérent de pensée que nous appellerions aujourd'hui empirisme, bien que ce mot soit anachronique dans le contexte qui nous occupe. Ce système de pensée percevait la nature comme un ensemble cohérent de phénomènes (voir pragmata), que nous appellerions aujourd'hui « lois ». Là aussi, le terme de loi est anachronique, car, à l'époque de la naissance des premières grandes universités d'Occident, le mot "loi" avait une signification exclusivement juridique, alors qu'aujourd'hui il peut prendre un sens scientifique (la loi de la gravitation, les lois de Kepler, les lois de Maxwell,...). Le droit était en effet l'une des disciplines reines à cette époque.
Dans l'époque que l'on appelle quelquefois Moyen Âge tardif (les appellations sont diverses) qui s'étend du XIe au XIIIe siècle, on prit conscience du retard accumulé en Occident par rapport à la civilisation arabo-musulmane, alors en plein développement. Il importe de distinguer le haut Moyen Âge du bas Moyen Âge, car leurs caractéristiques culturelles sont très différentes, surtout à partir du XIe siècle qui vit s'amorcer une véritable Renaissance. On réalisa en Occident le retard accumulé par rapport aux civilisations byzantine et arabe, et on chercha davantage à expliquer les phénomènes grâce à la raison. Toutefois, cette forme de raison, articulée autour de la logique, était plus intuitive que la conception contemporaine de la logique (logique mathématique). Les hommes du Moyen Âge percevaient le monde avec une certaine vision, dans laquelle la métaphysique, l'éthique, le droit, etc. formaient la structure globale du savoir.

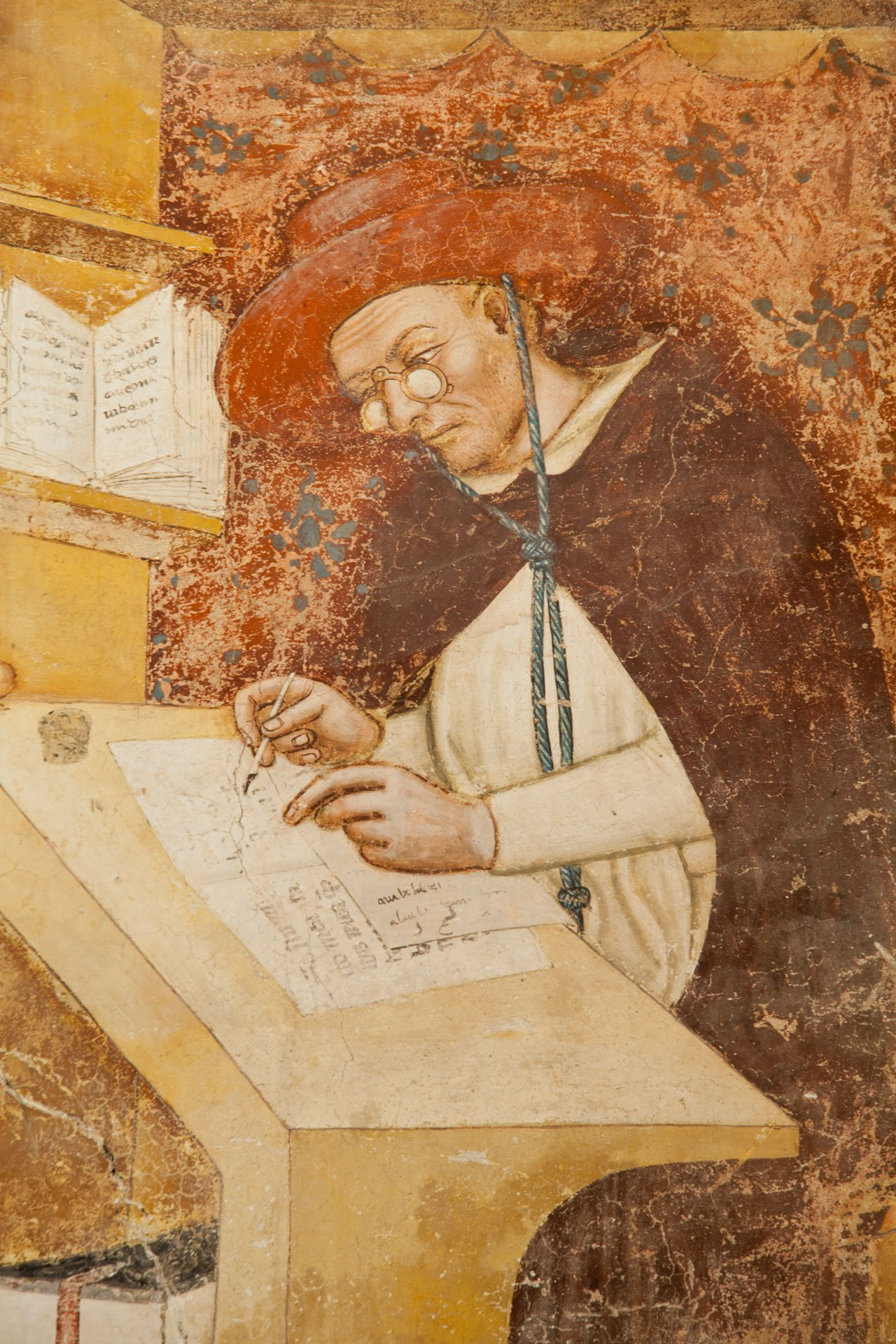
Portrait de dominicains (Hugues de Saint-Cher, Ugo di Saint-Cher), fresque de 1352 dans l'église de San Nicolo à Trévise, par Tommaso da Modena.

Les scientifiques de l'époque médiévale ont cherché des explications sur les phénomènes de l'univers et ont accompli d'importantes avancées dans de nombreux domaines tels que la méthodologie scientifique ou la physique. Mais ces avancées furent subitement interrompues par la peste noire.
Aussi, et surtout, le stéréotype du Moyen Âge (particulièrement dans la France marquée par la culture cartésienne), associe cette période à un âge sombre, sans percevoir plusieurs éléments tout à fait fondamentaux :
- Cette période très longue s'articule en plusieurs phases très distinctes les unes des autres,

Voir le découpage dans Moyen Âge.
- Il y eut des échanges culturels, qui eux aussi sont masqués par le stéréotype des croisades,

Voir les civilisations byzantine et arabe, et Moyen Âge.

## Moyen Âgeprécoce (512–768)

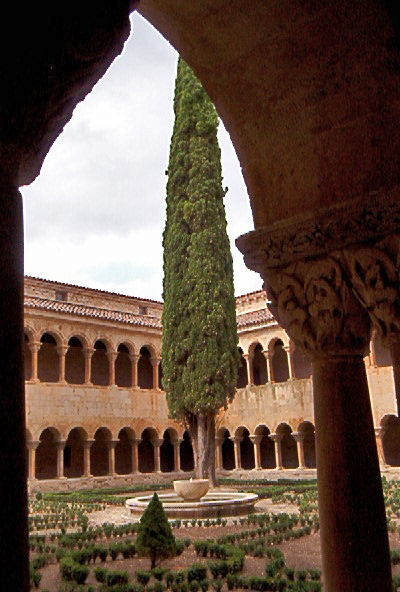
Durant le Moyen Âge Précoce, la vie culturelle se passait dans les monastères.

L'empire romain d'Occident, bien qu'uni par le latin, contenait tout de même un grand nombre de cultures différentes qui ne correspondaient pas complètement à la culture romaine. 
Au VIe siècle, Boèce fonda les arts libéraux, trivium et quadrivium.
Fanée par les migrations, par les invasions barbares et par la destruction politique de Rome au Ve siècle, et isolée du reste du monde par la diffusion de l'Islam au VIIe siècle, l'Europe de l'Ouest, passée de l'Imperium au Barbaricum, est devenue une campagne, partiellement en friche, habitée par des populations rurales et dominée des peuples semi-nomades, en majorité germaniques. L'instabilité politique et la chute de la vie urbaine eurent un impact très négatif sur la vie culturelle de cette partie du continent. L'Église était la seule institution survivante de l'Empire : elle a maintenu ce qui restait de force intellectuelle, particulièrement par le biais du monachisme. Après la chute de Rome, les Germains ne se sont pas nécessairement intéressés à la culture antique, mais ils ne l'ont pas détruite. Les Romains sentant l'effondrement arriver, regroupèrent leurs connaissances dans des bibliothèques. Le roi Ostrogoth Théodoric le Grand, qui s’installa à Ravenne, fut conseillé par des lettrés latins tels que Boèce ou Cassiodore, tandis que les grandes universités furent maintenues en activité, permettant aux futurs pères fondateurs du Moyen Âge d’exercer leur influence. La bibliothèque de Vivarium créée par Cassiodore au VIe siècle permit de conserver des centaines d'ouvrages antiques (dont Sophocle, Théodoret ou Sozomène).
Les intellectuels de ces premiers siècles du Moyen Âge étaient presque toujours des clercs pour lesquels l'étude de la nature n'était qu'une petite partie de leur instruction. Ces intellectuels vivaient dans une atmosphère qui n'apportait qu'un support relatif pour l'étude de phénomènes naturels. L'étude de la nature était poursuivie plus pour des raisons pratiques (comme la médecine, l'astronomie, etc.) qu'abstraites. Un autre aspect curieux de la science à cette période, pour des lecteurs modernes, est que la signification symbolique des phénomènes naturels était traitée parfois à côté des détails techniques dans un même ouvrage. La plupart des œuvres scientifiques se sont basées sur des informations glanées de sources datant de l'Antiquité. Ces sources sont souvent incomplètes et posent de sérieux problèmes d'interprétation. Cette période d'avancées scientifiques limitées s'étend d'environ 476 à environ 750 et est appelée l'âge sombre dans la culture populaire.

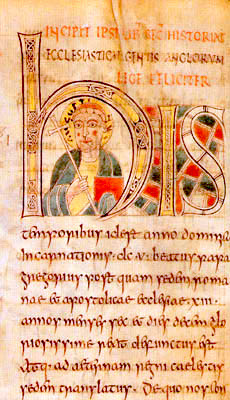
Lettrines historiées HIS, tirées d'un manuscrit enluminé de lHistoire ecclésiastique du peuple anglais de Bède le vénérable (vers 746).

D'autre part dès le VIe siècle les îles britanniques bénéficièrent d'un élan monastique exceptionnel. Le pape Grégoire Ier en envoyant Augustin de Cantorbéry permit l'évangélisation de l'île de Bretagne. Il se créa de nombreux monastères (particulièrement en Irlande) qui devinrent le centre de la vie spirituelle locale. Ils étaient également des foyers de vie culturelle ; outre les écritures sacrées, on y étudiait les sciences profanes : la poésie, la musique. L’enluminure et la calligraphie y étaient à l’honneur. Les légendes celtes furent pour la plupart sauvées par ces moines cultivés qui fournissaient ainsi le seul matériel disponible pour reconstituer la culture et la religion de ce peuple. Paradoxalement, c’est à ces moines que l’on doit la conservation du latin pur. En Irlande, on parlait celte, contrairement à la Gaule où la langue vulgaire était un latin qui avec le temps et les invasions se transforma, ce qui rendit les textes en latin classique difficiles à comprendre. Le latin, langue officielle de l’Empire romain, n’a jamais été parlé en Irlande. Il s’agit d’une langue étrangère dont les moines cultivèrent l’expression la plus classique. Ils conservèrent aussi le grec ancien et la philosophie de cette brillante civilisation. Cet engouement les conduisit à reproduire bien des textes profanes et ainsi à sauver une grande partie de la philosophie grecque et latine. De plus dans ces monastères, on s’intéressait de près à des sciences considérées ailleurs comme profanes : la grammaire, la géométrie et la géographie. On y enseignait la sphéricité de la terre ! Bède le vénérable est le plus connu de ces moines et lettrés anglo-saxons de culture latine, il est l'auteur d'une œuvre considérable. Très populaire en Europe durant tout le Moyen Âge, Bède est aujourd'hui surtout connu comme l'historien des Angles par son œuvre maîtresse, achevée en 731 ou en 732. Bède, épris de patristique, rédigea plusieurs ouvrages de mathématiques et de philosophie, conformément aux cursus de l'enseignement classique des arts libéraux (trivium et quadrivium). Il est le fondateur du comput, science de la datation et du calcul de la date des fêtes religieuses (Pâques). La renommée de ces moines savants était telle qu’on venait de très loin pour en recevoir l’enseignement (on pouvait séjourner dans un monastère à titre d’étudiant). Certains couvents d’Irlande et d’Écosse comptaient plus de mille moines.
Des pratiques, à l’origine propres aux cénobites, se communiquèrent au peuple tout entier. Ce fut le cas de la confession et de la pénitence. Le moine représentant un idéal de sainteté que l’on voulait imiter, la pratique du pèlerinage (souvent jusqu’à Rome) se répandit parmi les laïcs. Les moines eurent un rôle missionnaire qui les obligeait à dire l’eucharistie dans les campagnes sur des autels portatifs ; pour la communion, ils se faisaient aider par des femmes qui distribuaient le Corps du Christ. Le monachisme Irlandais fut donc naturellement porté à se diffuser à l'ensemble des îles britanniques et particulièrement en Northumbrie, puis à partir du VIIe siècle vers le continent.

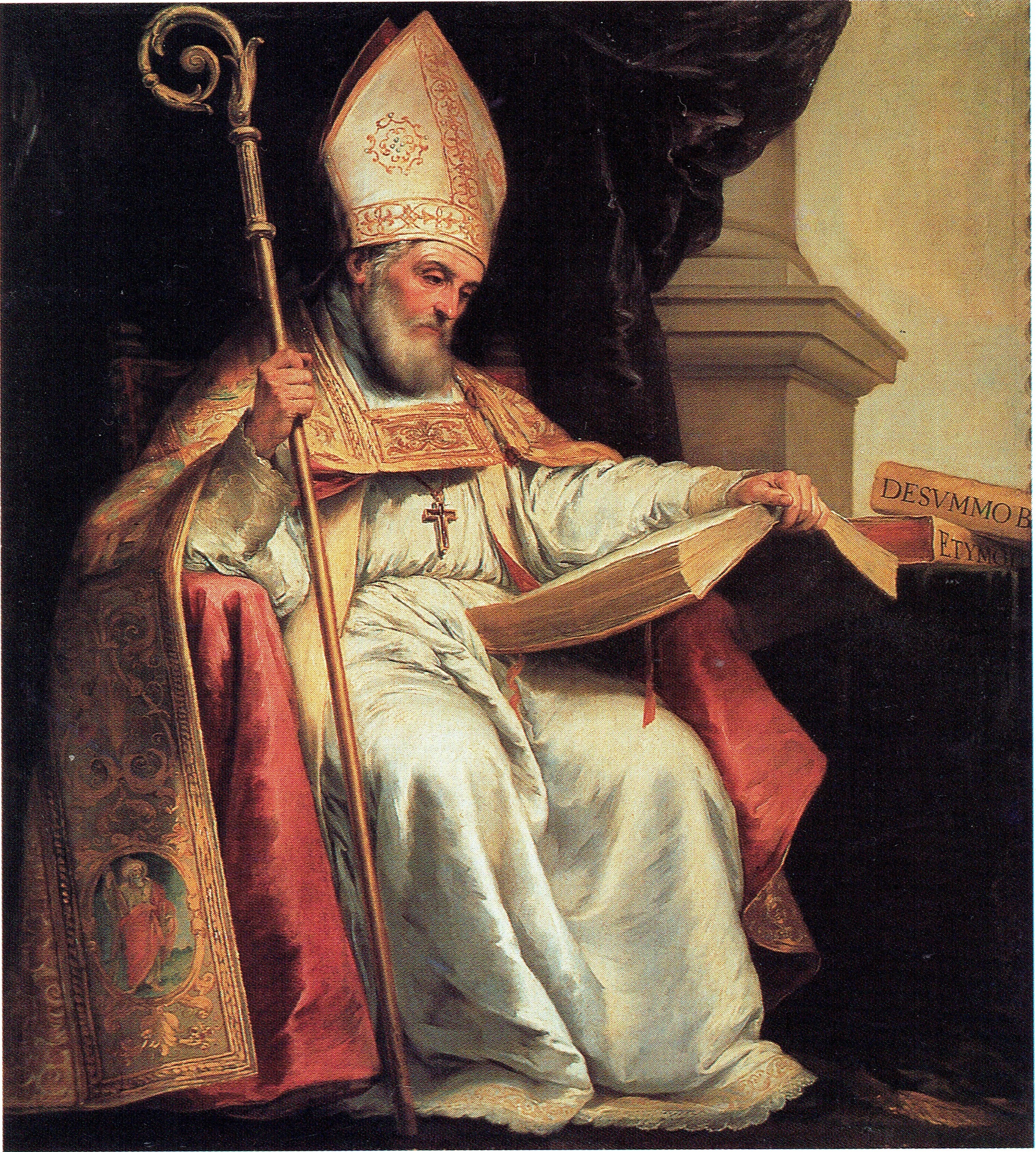
Isidore de Séville par Murillo.

Soucieuse de conserver son influence, Rome céda des ouvrages conservés dans les monastères italiens  ou des reliques pour favoriser l'établissement de relations avec les monastères qui se créaient dans toute l'Europe par l'action de moines prédicateurs venus des îles britanniques tels Saint Colomban. Ainsi, Rome resta un pèlerinage et une source d'unité pour les moines itinérants de cette époque. Rome aida aussi à l'établissement du royaume wisigoth qui se voulait l'héritier de l'empire romain. Au VIe siècle, sous l'impulsion de Léandre de Séville, Séville était devenue un centre culturel particulièrement brillant, et la bibliothèque épiscopale, enrichie de nombreux manuscrits apportés de Rome et de Constantinople par Léandre et de ceux apportés par les chrétiens réfugiés d'Afrique, permettait d'avoir accès à de nombreuses œuvres, tant sacrées que profanes. Son frère Isidore poursuivit son œuvre. Tout en accordant une priorité aux grands écrivains chrétiens du IVe au VIe siècle, en particulier Augustin (354-430), Cassiodore (485-580), Grégoire le Grand (540- pape 590-604) — ce dernier fut l’ami personnel de son frère Léandre —, Isidore tenta d’assumer cet immense héritage dans toute sa diversité. C’est pourquoi manuels scolaires et auteurs classiques s’associèrent, dans les sources de ses œuvres, aux Pères latins les plus anciens : Tertullien (155-222), Cyprien de Carthage (200-258), Hilaire de Poitiers (315-367), Ambroise (340-397). Pendant son ministère, il eut le souci constant de la formation et de l'éducation des clercs. Il institua les écoles épiscopales sévillanes. Puisant dans la très riche bibliothèque de Séville et s'appuyant sur une équipe importante de copistes, il compila une somme énorme de connaissances visant à doter la nouvelle Église catholique de solides fondations intellectuelles. Cette œuvre immense aborde tous les domaines.
Au total, si à cette période la culture a subi un recul, de nombreux centres religieux conservèrent les connaissances antiques, particulièrement dans les péninsules italienne et ibérique ainsi que dans les Îles Britanniques.

## Haut Moyen Âge (768-1024)
Au VIIIe siècle, l'un de ces moines britanniques, Bède le Vénérable écrivit des ouvrages de philosophie et de mathématiques conformément aux études classiques des sept arts libéraux : le trivium, ou l'éducation littéraire (grammaire, rhétorique et dialectique) et le quadrivium, ou l'éducation scientifique (arithmétique, géométrie, musique et astronomie). Bède fonda le comput, ou calcul des fêtes mobiles (Pâques) et du temps.
C'est à la fin du VIIIe siècle que se produisit la première tentative de reconstruction de la culture de l'Europe de l'Ouest. Charlemagne, ayant réussi à unifier une grande partie de l'Occident (on ne parlait pas encore d'Europe) et dans le but de fortifier son empire, décida de réaliser une réforme de l'éducation. Le moine anglais Alcuin élabora un projet de développement scolaire qui visait à renouveler la connaissance classique en basant les programmes d'études sur les sept arts libéraux définis par Bède le Vénérable. Depuis 787, le décret commença à circuler dans tout l'empire et l'on commença à restaurer les vieilles écoles et à en construire de nouvelles. Institutionnellement, ces nouvelles écoles étaient sous la responsabilité d'un monastère, d'une cathédrale ou d'une cour noble. L'adoption dans les ateliers de copistes d'une langue et d'une écriture unique permit l'échange et la diffusion des connaissances à tout l'empire.
Malheureusement, les invasions viking, sarrasine et hongroise et surtout la dissolution de l'empire avec la naissance de la féodalité interrompirent cette renaissance.

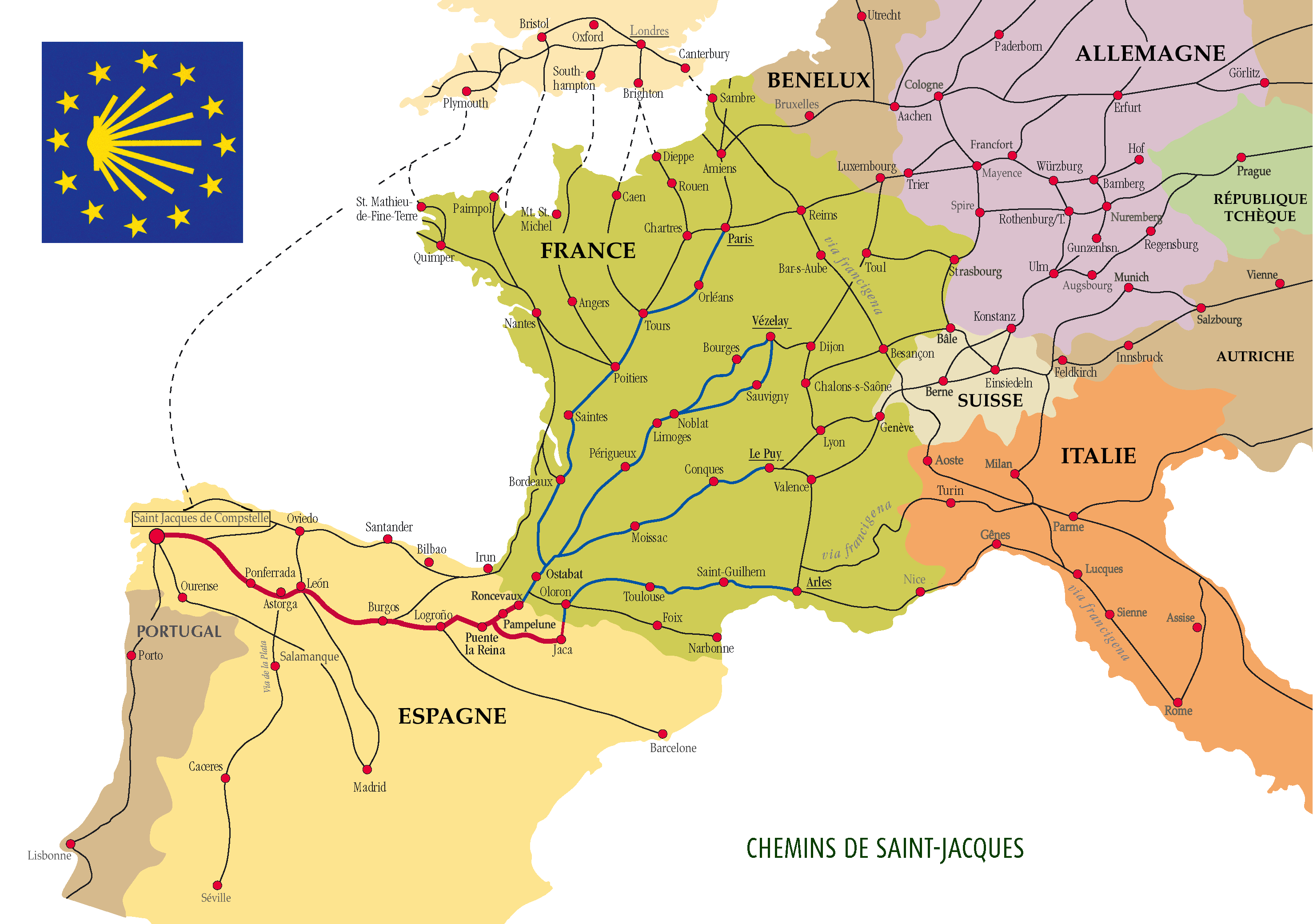
Chemins de Saint-Jacques de Compostelle.

Ce n'est qu'à partir des années 920-950, selon les médiévistes actuels, que l'on vit à nouveau les sciences repartir en Occident. Se créèrent à cette époque des ordres religieux puissants, tels que l'ordre de Cluny. Ils favorisèrent une restructuration politique du continent en soutenant la restauration d'États forts. L'essor des états de la marche espagnole qui bénéficiaient de la proximité du monde musulman, permit de transmettre le savoir scientifique et technique utilisé en Andalousie. Ces connaissances purent se propager à toute l'Europe par les chemins de pèlerinage (en particulier ceux de Saint-Jacques de Compostelle).
Dans ce cadre, on peut notamment mentionner Gerbert d'Aurillac, qui apprit, lors de son séjour en Catalogne dans les années 970, les sciences qui s'étaient développées dans le monde arabo-musulman. Lorsqu'il fut nommé écolâtre de Reims, il introduisit entre autres de nouvelles idées dans l'enseignement du quadrivium. On lui doit en particulier l'introduction d'un nouveau type d'abaque : celui-ci facilita énormément les calculs qui étaient très complexes autrement. Peut-être que dans ce cadre il introduisit même une première fois les chiffres arabes. Gerbert d'Aurillac devint pape sous le nom de Sylvestre II de 999 à 1003.

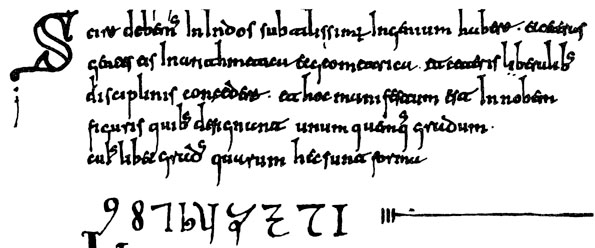
Les premiers chiffres arabes apparaissant dans un manuscrit Occidental, le Codex Vigilanus (976).

Ainsi, tous les médiévistes actuels considèrent que l'an mille était une période de renaissance en Occident. Le cliché des terreurs de l'an mille est dû, selon Pierre Riché, à une vulgarisation au XIXe siècle par Jules Michelet des œuvres du moine Raoul Glaber, prévoyant la fin du monde pour 1033 (1 000 ans après la mort du Christ).
La conséquence de ces mesures se fit sentir aux Xe et XIe siècles (renaissance ottonienne), et surtout à partir du XIIe siècle. L'enseignement de la dialectique (une discipline qui correspond à la logique d'aujourd'hui) fut responsable de la renaissance de l'intérêt pour les questions spéculatives. De cet intérêt, suivit l'augmentation de la tradition scolastique de la philosophie chrétienne. De plus, durant les XIIe et XIIIe siècles, beaucoup de ces écoles construites sous Charlemagne, particulièrement les écoles sous la responsabilité d'une cathédrale, étaient devenues des universités.

## Moyen Âgecentral (1024-1280)

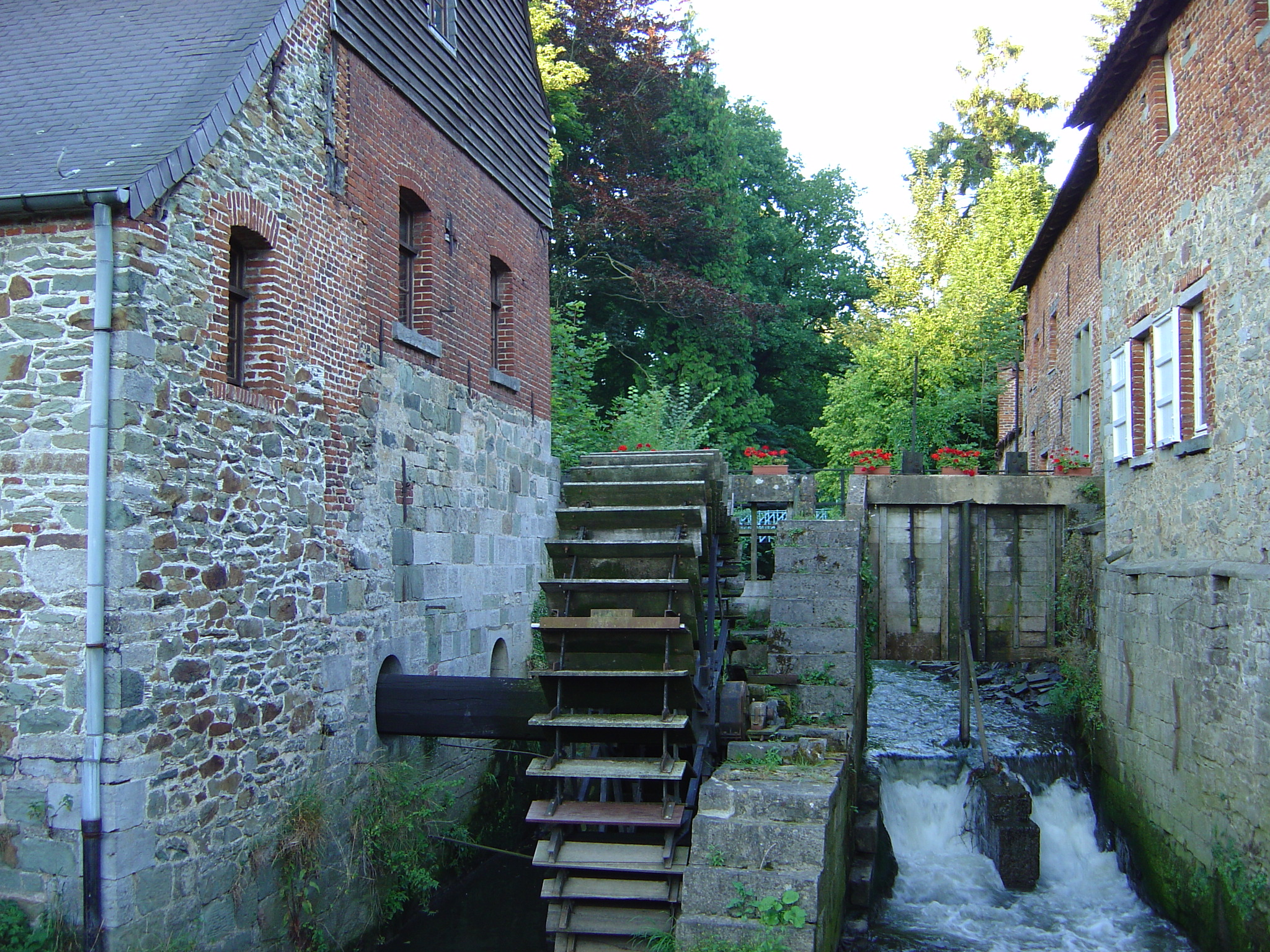
Moulin à eau de Braine-le-Château (XIIe siècle).

Le Moyen Âge central, ou Moyen Âge classique, fut l'âge d'or de la civilisation médiévale. Portée par la renaissance du XIIe siècle, la société évolua considérablement. L'amélioration des techniques agricoles bouleversa les rapports démographiques et sociaux.
Les réseaux de monastères permirent de diffuser les techniques agricoles à toute l'Europe. La majeure partie des moines étant convers, cette diffusion des connaissances atteignit les villages avoisinants.
- Le moulin hydraulique se répandit dans l'Occident médiéval dès l'époque carolingienne.
- L'introduction de la jachère, puis l'assolement triennal permirent d'accroître la productivité de l'agriculture.
- Les rendements s'améliorèrent grâce à la diffusion d'outils en fer et à l'essor de la charrue.
- La technique d'attelage : le collier d'épaules remplaça le « collier de cou » et permit de tirer des charges plus lourdes.

Les rendements atteignaient 4 pour 1 en Bourgogne au XIIe siècle contre 2 à 3 pour 1 à l'époque carolingienne.

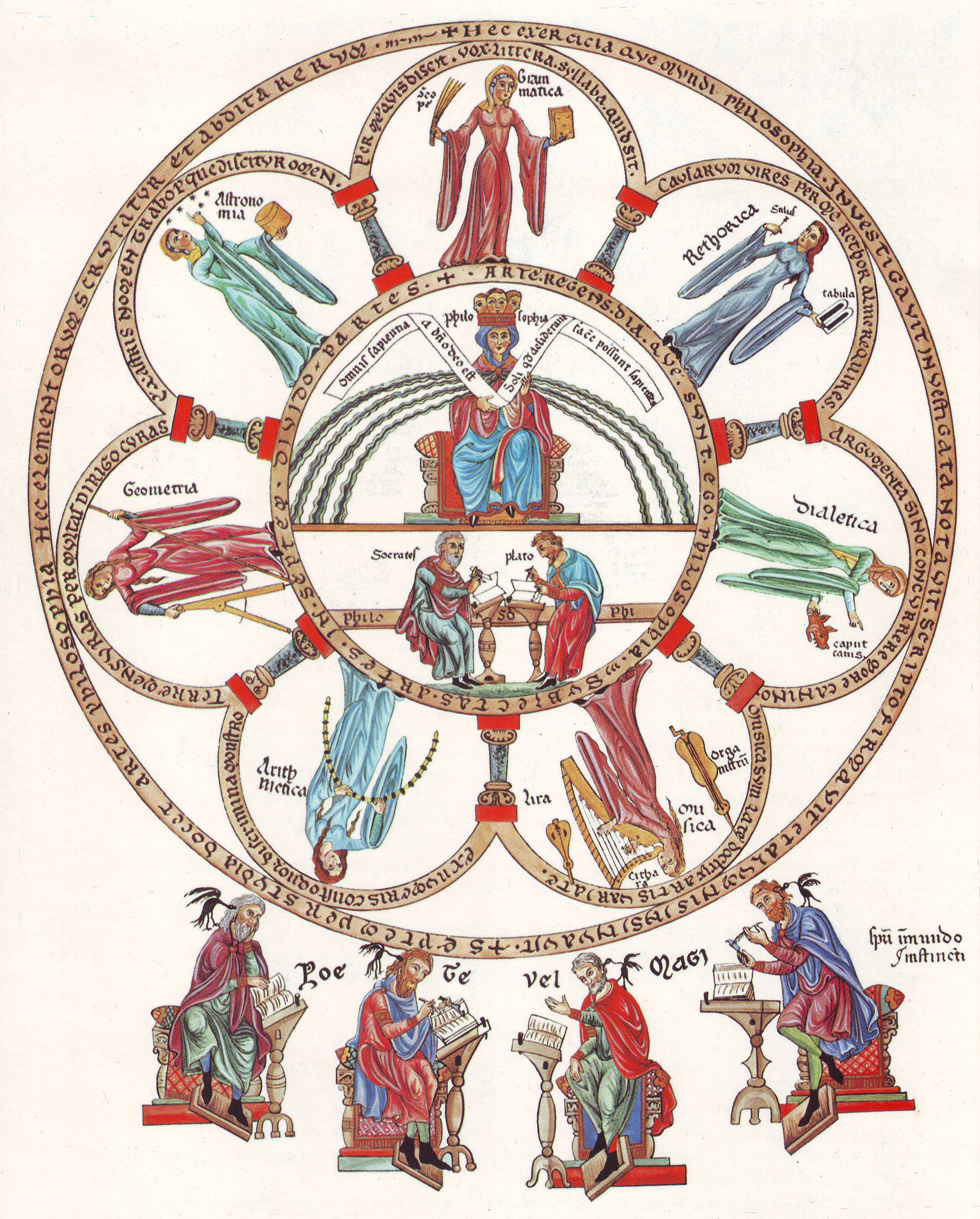
Enluminure représentant les sept arts libéraux, tirée de l'Hortus Deliciarum, encyclopédie manuscrite réalisée par Herrade de Landsberg et les moniales du couvent de Hohenbourg (mont Sainte-Odile) entre 1159 et 1175.

Ces améliorations entraînèrent une croissance démographique très importante : on considère qu'entre 950 et 1300, la population européenne a doublé et dans certaines régions triplé. L'augmentation de la population provoqua d'immenses défrichements et assèchements de marais qui  étendirent les surfaces cultivées. Cela permit d'augmenter encore la production agricole et donc de nourrir plus de bouches.
Dès lors, cela dégagea de la main-d'œuvre pour d'autres tâches et les surplus agricoles créèrent un enrichissement. De nouvelles classes sociales, les artisans et les commerçants, se formèrent. Aux carrefours commerciaux, de nouvelles villes connurent une croissance rapide, multipliant les problèmes administratifs et juridiques à régler. Il fallut donc former de plus en plus de clercs, ayant des connaissances de plus en plus pointues. La taille des écoles et la qualité de l'enseignement durent augmenter. Avec la prise de contrôle de la Méditerranée et les contacts toujours plus profonds avec le monde arabo-musulman du fait des croisades (qui ouvrirent indirectement aux connaissances du monde perse. Les connaissances perses ont disparu selon Guy Rachet qui cite dans Les racines de notre Europe sont-elles chrétiennes et musulmanes ? Ibn Khaldoun : "les soldats musulmans jetèrent les livres à l'eau ou à feu, et c’est ainsi que la science des Perses a disparu et qu'il n'en est rien resté"), les échanges de connaissances augmentèrent encore.
La civilisation médiévale occidentale atteignit alors son âge d'or. En fait, les universités médiévales découlent des écoles cathédrales et des écoles monastiques où l'on enseigne le sacré comme le profane.
- Renaissance du XIIe siècle
- Sciences arabes

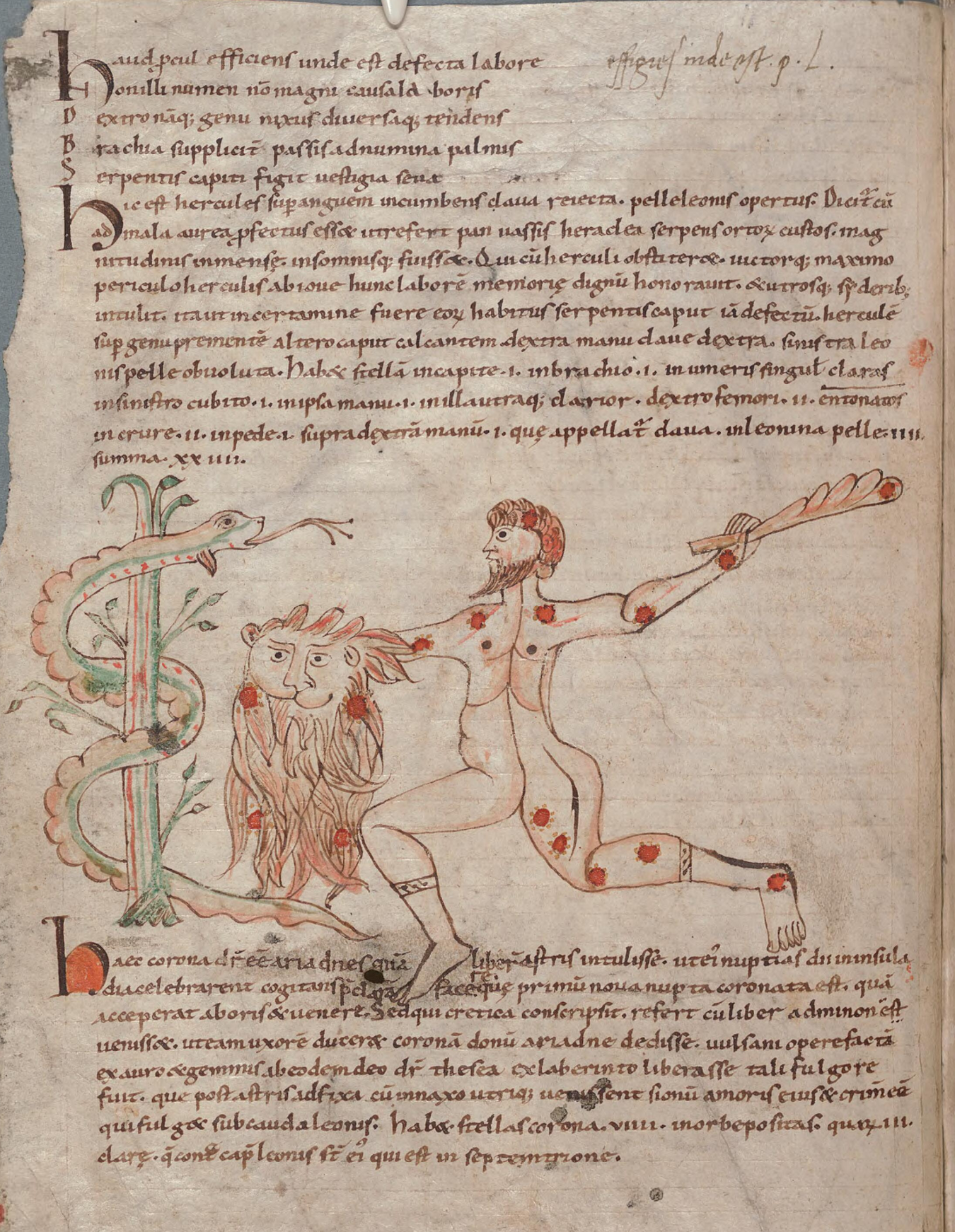
Manuscrit d'astronomie contenant une enluminure (Hercules), vers 1001-1100, Bibliothèque nationale du Pays de Galles.
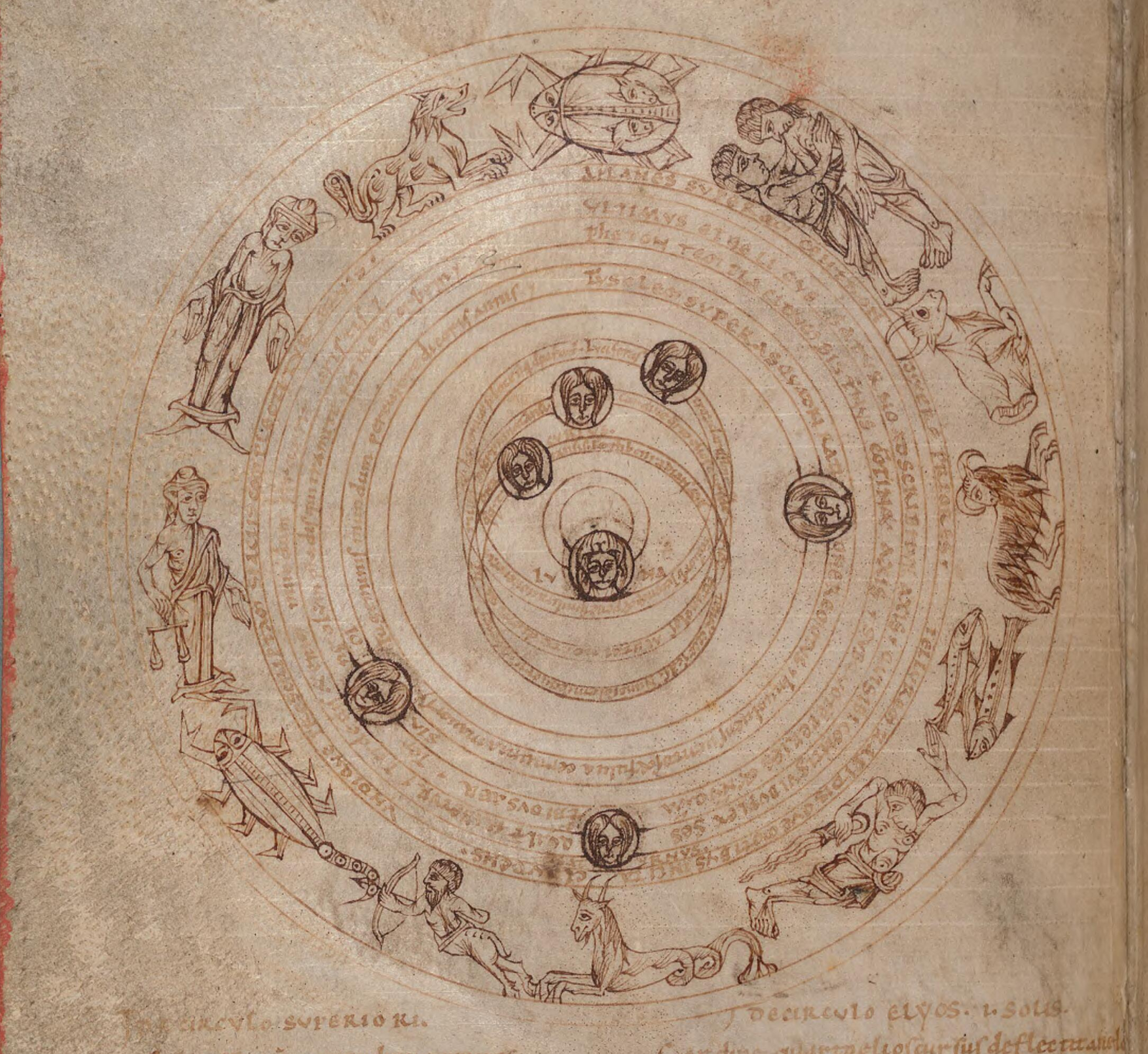
Cercle du zodiaque et planètes, manuscrit réalisé vers 1001-1100, Bibliothèque nationale du Pays de Galles.
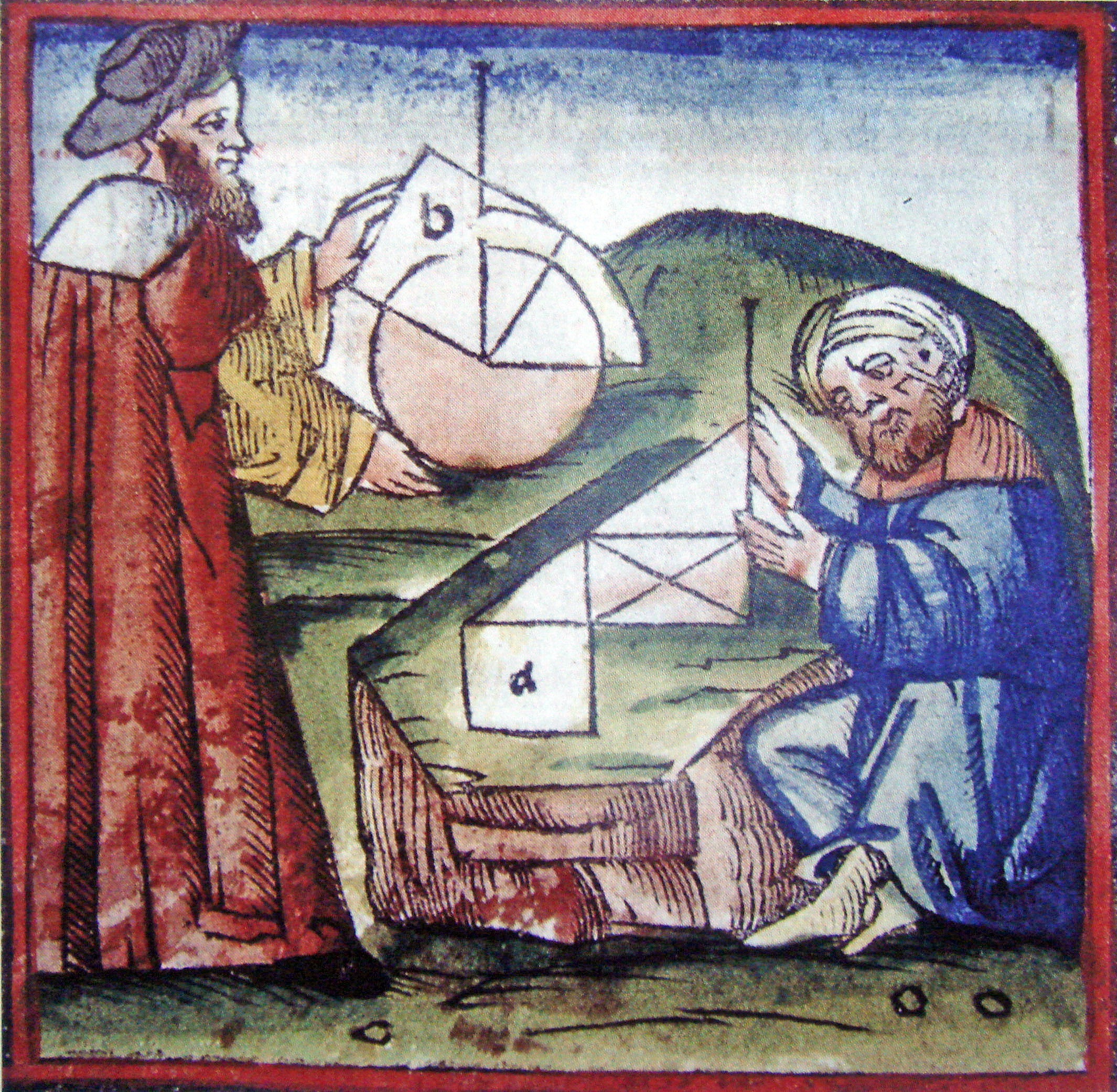
Deux pratiquants géomètres, un occidental et un arabe, selon un manuscrit du XVe siècle.

## BasMoyen Âge(1280-1492)

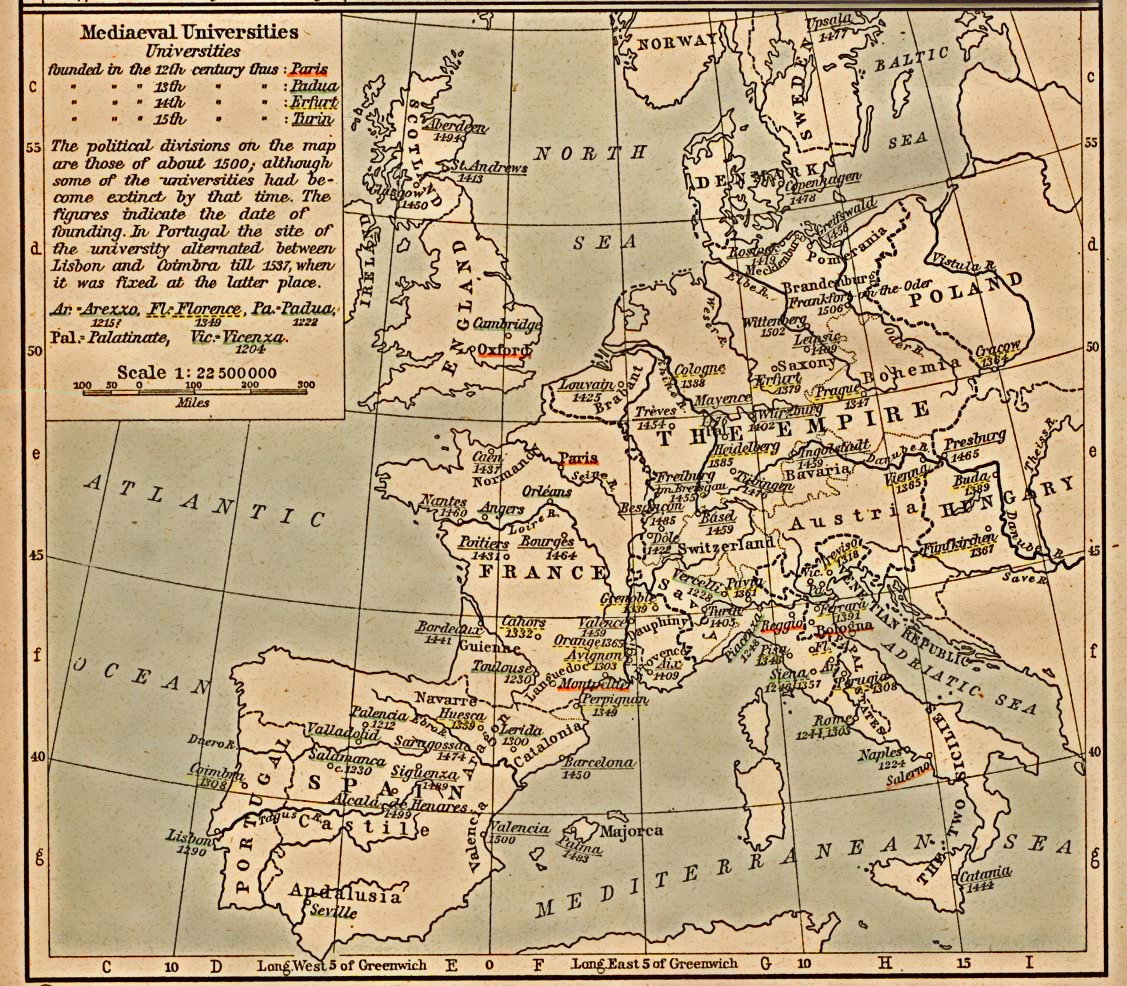
Carte des universités médiévales.

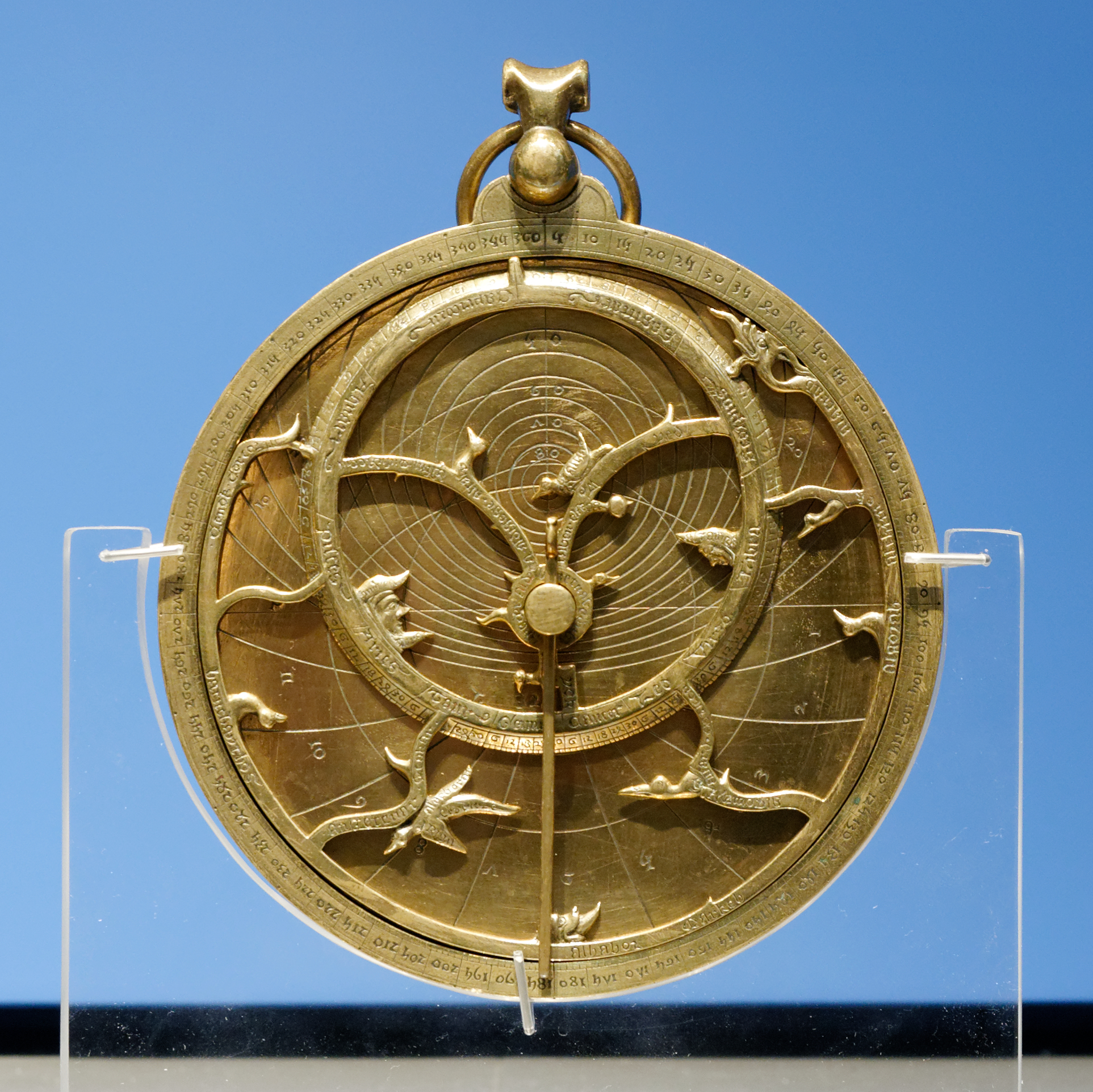
Astrolabe dit « de Chaucer », le plus ancien d’Europe (1326).

Cette période fut d'abord marquée par la peste noire (1347-1350) et, en France, par la guerre de Cent Ans. Le contexte de la guerre de Cent Ans fit que le développement de la France fut retardé d'au moins un siècle par rapport à bon nombre de régions de l'Europe. De sorte que ce que l'on appelle Bas Moyen Âge en France (ou Moyen Âge tardif, ou encore Moyen Âge flamboyant) se rapporte plutôt à une Renaissance précoce en Italie, dans les Flandres (Bruges, Gand), en Rhénanie.
Cette période fut d'abord marquée par l'invention de l'imprimerie par caractères mobiles (1453) à Mayence (Rhénanie) par Gutenberg ; mais aussi marquée par les premiers grands voyages de missionnaires, d'explorateurs, de marchands, en Orient, et en Afrique, qui rapportèrent les premières informations sur ces contrées lointaines pour l'époque.
Il faut souligner l'avance qu'ont pris les pays d'Europe du Sud : Italie (missionnaires franciscains et dominicains, Marco Polo, etc.), Portugal, mais aussi anglais (Jean de Mandeville), dont l'imprécision des récits fait débat.
Elles aboutirent à des connaissances cartographiques et géographiques déjà précises pour cette époque : Pierre d'Ailly (Imago mundi), Henri le Navigateur, Paolo Toscanelli, Fra Mauro, qui furent utilisées par Christophe Colomb et les explorateurs de la Renaissance. La numération de position se diffuse peu à peu chez les commerçants depuis le Nord de l'Italie (Arithmétique de Trévise, 1478), et relègue graduellement le recours au calcul au boulier.
Ces informations firent progresser les connaissances sur la nature, sur les contrées d'Asie traversées par les explorateurs : informations géographiques, cartographiques, cosmographiques, botaniques, etc. auxquelles s'ajoutèrent les techniques de navigation, préparant les grandes découvertes.